# Kurhaus di Binz

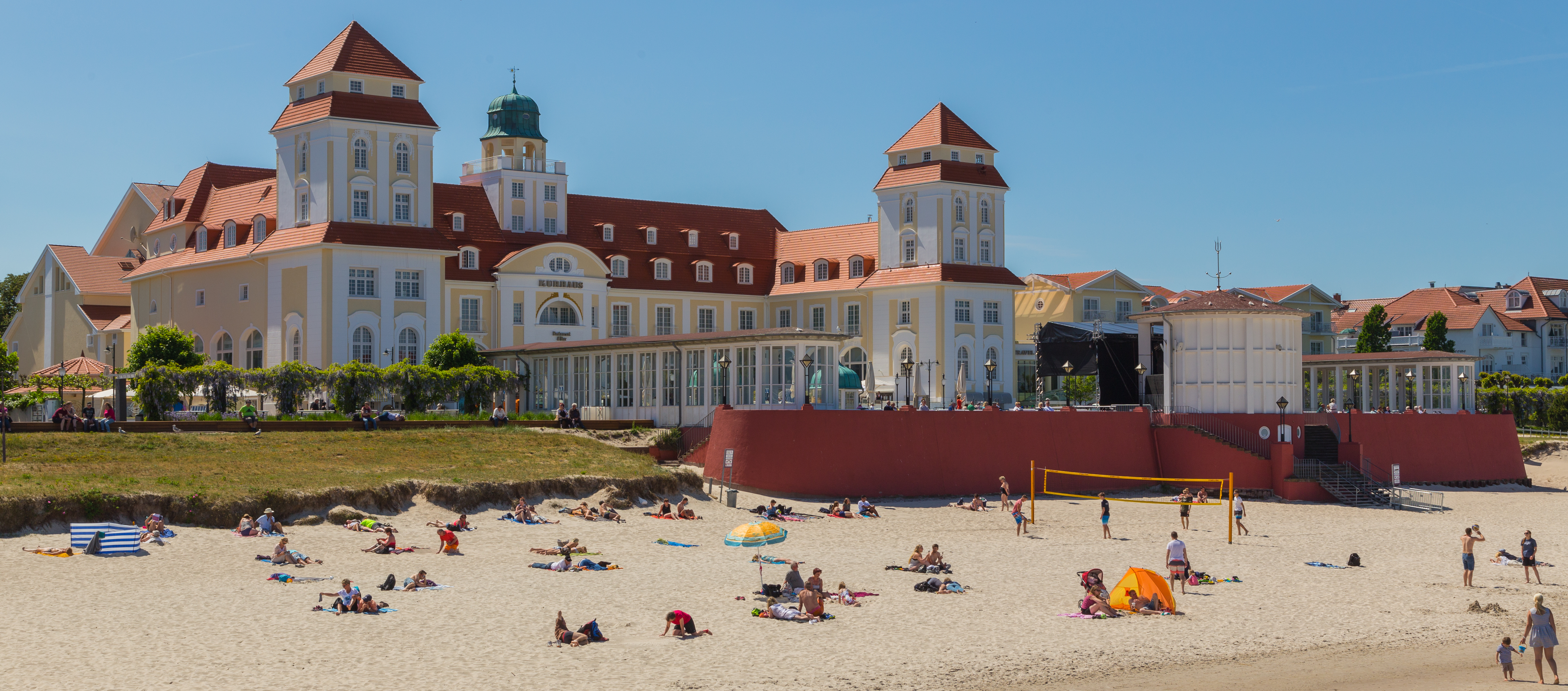
Il Kurhaus di Binz con la spiaggia di fronte

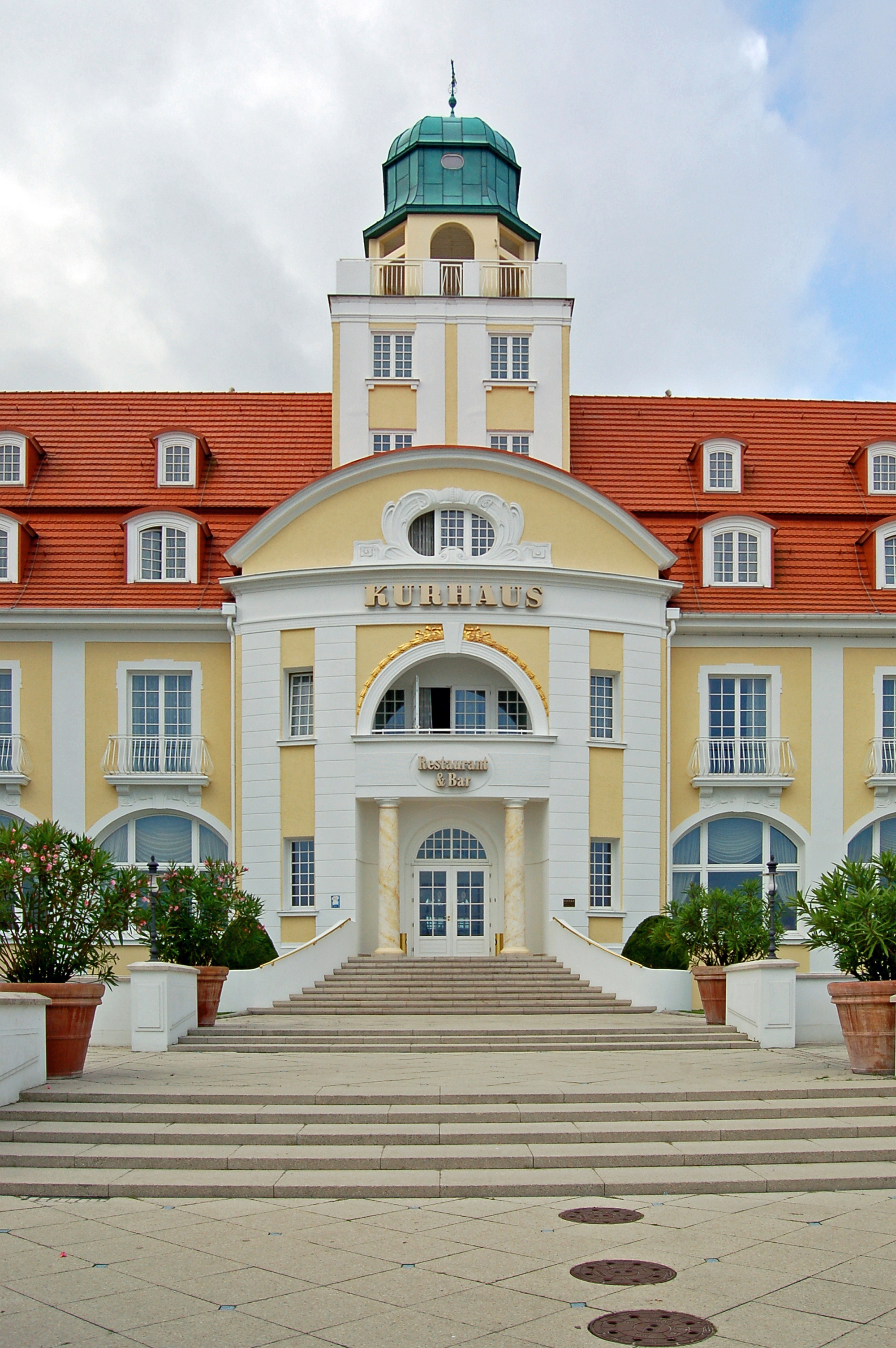
La facciata principale del Kurhaus di Binz

Il Kurhaus di Binz (in tedesco: Kurhaus Binz) è uno storico edificio della località balneare tedesca di Binz, nel Meclemburgo-Pomerania Anteriore (Germania nord-orientale), costruito nel 1893 e ricostruito tra il 1907 e il 1908 e ora adibito ad albergo di lusso.

## Storia
L'edificio originario fu costruito nel 1893 nello stile a graticcio.
Nei suoi primi decenni di vita, il Kurhaus di Binz annoverò presenze importanti, come l'imperatrice Augusta Vittoria.
|  |

Nel 1906, l'edificio andò distrutto in un incendio, ma venne immediatamente ricostruito e riaperto nel 1908.
Nel 1920, l'edificio fu acquistato da un uomo di origine ebraica, Béla Kaba-Klein, che però venne espropriato dal regime nazional-socialista. Rientrato in possesso dell'edificio al termine della seconda guerra mondiale, Kaba-Klein fu però nuovamente espropriato nel 1953 in seno all'azione intrapresa dal governo della DDR denominata "Aktion Rose" ed incarcerato.
Nel frattempo, nel corso del XX secolo, il Kurhaus di Binz era divenuto in luogo di ritrovo di personalità appartenenti alla nobiltà, l'arte, l'economia, ecc.
Nel 1993 l'albergo divenne di proprietà del gruppo Travel Charme, e nel corso degli anni novanta, fu intrapresa un'opera di ristrutturazione e di riammodernamento dell'edificio, che nel dicembre del 2001 riaprì i battenti come albergo di lusso.

## Il Kurhaus di Binz nella cultura di massa
- Il Kurhaus di Binz appare in vari episodi della serie televisiva tedesca La nostra amica Robbie (Hallo, Robbie!)